# 제19회 부산국제영화제
제19회 부산국제영화제는 2014년 10월 2일부터 2014년 10월 11일까지 열린 영화제이다. 부산에서 개최되었으며 사회자는 조진웅, 이정현이다.

## 수상

### 뉴 커런츠상
- 철원기행 - 김대환 수상
- 13 - 호우만 세예디 수상

### 선재상
- 사십세개의 계단 - 매트 우 (오중천) 수상
- 그날 밤 - 최기윤 수상

### 넷팩상 (아시아영화진흥기구상)
- 소셜포비아 - 홍석재 수상

### 국제영화평론가 협회상
- 당신의 세상은 지금 몇 시? - 사피 야즈다니안 수상

### 대명컬처웨이브상
- 거짓말 - 김동명 수상

### KNN 관객상
- 가디 - 아민 도라 수상

### 올해의 배우상
- 거인 - 최우식 수상
- 들꽃 - 조수향 수상

### 비프 메세나상
- 붕괴 - 문정현 외 1명 수상
- 스톰 메이커 - 기욤 수온 수상

### 한국영화감독조합상- 감독상
- 한여름의 판타지아 - 장건재 수상
- 소셜포비아 - 홍석재 수상

### BNK부산은행상
- 사장님 - 세바스티안 쉰델 수상

### 시민평론가상
- 거인 - 김태용 수상

### 부산시네필상
- 침묵의 시선 - 조슈아 오펜하이머 수상

### CGV 아트하우스상
- 꿈보다 해몽 - 이광국 수상

### 올해의 아시아 영화인상
- 허안화 수상

### 한국영화공로상
- 코린 시그리스트-오부시에르 수상

## 상영작

### 갈라 프레젠테이션
- 5일의 마중 - 장이머우
- 대통령 - 모흐센 마흐말바프
- 화장 - 임권택
- 황금시대 - 허안화

### 아시아 영화의 창
- 디어리스트 - 진가신
- 하이더 - 비샬 바드와즈
- 불사조의 노래 - 오천명
- 악어 - 프란시스 자비에 파시온
- 온순한 여인 - 키엣 르-반
- 기약없는 만남 - 한한
- 순탈리 - 바스카르 둔가나
- 마르단 - 바틴 고바디
- 태양의 기차역 - 사만 살루르
- 단신남녀 2 - 두기봉
- 노비 - 츠카모토 신야
- 식녀- 쿠이메- - 미이케 다카시
- 플랩핑 인 더 미들 오브 노웨어 - 응우옌 호앙 디엡
- 세상의 끝에서 커피 한잔 - 치앙시우청
- 순응 - 콩데이 자투란라스미
- 도쿄 트라이브 - 소노 시온
- W - 촌라싯 우파닉킷
- 탁수 - 스기노 키키
- 천국의 모퉁이 - 장 먀오옌
- 쉐어링 - 시노자키 마코토
- 도둑들의 두 번째 삶 - 우밍진
- 번식기 - 킴퀴 부이
- 파인딩 패니 - 호미 아다자니아
- 마가리타, 위드 어 스트로우 - 소날리 보세
- 수도승 - 테 마우 나잉
- 트랙 143 - 나르제스 아비아르
- 백일염화 - 디아오 이난
- 사랑의 노동 - 아딧야 비크람 센굽타
- 컨테이너에 갇힌 사랑 - 잠쉬드 마흐무디
- 틈입자 - 왕 샤오슈아이
- 소년, 소녀 그리고 바다 - 가와세 나오미
- 파-감-토 - 팜 랑시
- 사요나라 가부키쵸 - 히로키 류이치
- 오색신검 - 페마 체덴
- 갈림길 - 마랏 사룰루
- 골리 소다 - 비제이 밀턴
- 이별까지 7일 - 이시이 유야
- 내 남자 - 쿠마키리 카즈요시
- 손님맞이 - 모엠마드 메흐디 아스가르푸르
- 자히르 - 싯다르타 시바
- 아내의 무덤에서 무슨 일이? - 카말 타브리지
- 판타지아 - 왕 차오
- 공범 - 장영치
- 집주인 - 아딜칸 에르자노프
- 딸과 엄마 - 파나바르코다 라자이
- 세상을 구한 남자 - 셍 탓 리우
- 딸 - 아피아 나다니엘
- 빈관 - 신 유쿤
- 선생님 일기 - 니티왓 다라톤
- 택시와 전화 - 어니스트 압디자파로프
- 테헤란의 낮과 밤 - 락샨 바니 에테마드
- 개미 이야기 - 모스타파 사르와르 파루키
- 회광 소나타 - 전상
- 돌에 새긴 기억 - 샤우캇 아민 코르키
- 시 유 - 차이밍량
- 2030 - 민 뉴엔보
- 여름날 - 양이슈

### 뉴 커런츠
- 마리키나 - 마일로 소구에코
- 잘랄의 이야기 - 아부 샤헤드 이몬
- 그들이 죽었다 - 백재호
- 철원기행 - 김대환
- 가디 - 아민 도라
- 마지막 응원 - 사토 타쿠마
- 소녀 나타 - 리 샤오펑
- 당신의 세상은 지금 몇 시? - 사피 야즈다니안
- 섹스 어필 - 왕웨이밍
- 일출 - 파르토 센굽타
- 13 - 호우만 세예디
- 유골의 얼굴 - 샤크완 이드레스

### 한국영화의 오늘

#### 파노라마
- 한강블루스 - 이무영
- 산다 - 박정범
- 우아한 거짓말 - 이한
- 관능의 법칙 - 권칠인
- 해무 - 심성보
- 사랑이 이긴다 - 민병훈
- 해적: 바다로 간 산적 - 이석훈
- 명량 - 김한민
- 더 테너-리리코 스핀토 - 김상만
- 마더 - 봉준호
- 하프 - 김세연
- 군도:민란의 시대 - 윤종빈
- 자유의 언덕 - 홍상수
- 타이밍 - 민경조
- 경주 - 장률
- 일대일 - 김기덕
- 도희야 - 정주리
- 끝까지 간다 - 김성훈
- 다우더 - 구혜선
- 표적 - 창감독
- 역린 - 이재규

#### 비전
- 거인 - 김태용
- 찡찡 막막 - 박제욱
- 거짓말 - 김동명
- 현기증 - 이돈구
- 영도 - 손승웅
- 들꽃 - 박석영
- 꿈보다 해몽 - 이광국
- 기프티드 - 전재홍

### 한국영화회고전
- 자녀목 - 정진우
- 뻐꾸기도 밤에 우는가 - 정진우
- 가시를 삼킨 장미 - 정진우
- 석화촌 - 정진우
- 초우 - 정진우
- 하얀 까마귀 - 정진우
- 하숙생 - 정진우
- 국경 아닌 국경선 - 정진우
- 저 하늘에도 슬픔이 - 김수용

### 월드 시네마
- 더 컷 - 파티 아킨
- 비둘기, 가지에 앉아 존재를 성찰하다 - 로이 앤더슨
- 그로브와 안나 - 라파엘 오엘렛
- 심벨린 - 마이클 알메레이다
- 노벰버 맨 - 로저 도널드슨
- 제툴리우 - 주앙 자르징
- 이타카로의 귀환 - 로랑 캉테
- 더 드롭 - 마이클 R. 로스컴
- 킬 미 쓰리 타임스 - 크리브 스텐더스
- 에덴(영어판) - 미아 한센-러브
- 더 홈즈맨 - 토미 리 존스
- 황무지 - 피에터 반 헤스
- X + Y - 모건 매튜스
- 굶주린 마음 - 사베리오 코스탄조
- 맹글혼 - 데이빗 고든 그린
- 사랑의 델리리오 - 추스 구티에레즈
- 암흑의 영혼 - 프란체스코 문지
- 시인 요아브 - 나다브 라피드
- 부재하는 사람들 - 니콜라스 페레다
- 우리의 아이들 - 이바노 데 마테오
- 아름다운 청년, 자코모 레오파르디 - 마리오 마르토네
- 사랑은 마시고 노래하며 - 알랭 레네
- 영광의 대가 - 자비에 보브와
- 파솔리니 - 아벨 페라라
- 변신 - 크리스토프 오노레
- 페이스 오브 엔젤 - 마이클 윈터바텀
- 지옥 - 빈코 모덴도퍼
- 퀸 앤드 컨트리 - 존 부어만
- 아리아 - 아시아 아르젠토
- 지미스 홀 - 켄 로치
- 알렐루야 - 파브리스 두 웰즈
- 언어와의 작별 - 장 뤽 고다르
- 사라예보의 다리들 - 장 뤽 고다르 외 1명
- 이것이 룰 - 오그넨 스빌리치츠
- 실스 마리아 - 올리비에 아사야스
- 옥수수 섬 - 게오르게 오바슈빌리
- 더 원더스 - 알리체 로르와커
- 리바이어던 - 안드레이 즈비아긴체프
- 거룩한 소녀 마리아 - 디트리히 브뤼게만
- 더 풀 - 유리 비코프
- 품행 - 에르네스토 다라나스
- 마미 - 자비에 돌란
- 팀북투 - 압데라만 시사코
- 화이트 갓 - 코르넬 문드럭초
- 생 로랑 - 베르트랑 보넬로
- 도원경 - 리산드로 알론소
- 투 데이즈 원 나잇 - 장 피에르 다르덴 외 1명
- 맵 투 더 스타 - 데이빗 크로넨버그
- 샤갈-말레비치 - 알렉산더 미타
- 윈터 슬립 - 누리 빌게 제일란
- 희생양(영어판) - 쿠툴룩 아타만
- 하늘 높이 - 클로디아 로사
- 보이후드 - 리처드 링클레이터

### 플래시 포워드
- 툴루즈의 연쇄살인범 - 에릭 셰리에르
- 페어 플레이 - 안드레아 세드리코바
- 오로라 - 로드리고 세풀베다
- 뚱보 케빈의 살빼기 작전 - 브루노 드비
- 세바스티안 - 카를로스 씨우르리자
- 그녀와 함께 - 아사프 코르만
- 카프카의 굴 - 요헨 알렉산데르 프레이당크
- 셀프 메이드 - 쉬라 게픈
- 젠테 드 비엔 - 프랑코 롤리
- 네 멋대로 사랑해라 - 제나 카토 베스
- 아틀란틱 - 얀 빌렘 반 에이지크
- 바르샤바 1944년 - 얀 코마사
- 그림자 - 크리스찬 스팍스
- 마를렌 이야기 - 아나 벨린
- 아빠의 육아 - 타이투스 헤켈
- 사장님 - 세바스티안 쉰델
- 너 나 그리고 우리 - 맥스 소볼
- 미스터 캐플란 - 알바로 브레히너
- 침묵 속에 - 제네크 지라스키
- 고도의 압력 - 앙헬 산토스
- 망치와 오렌지: 시장에서 생긴 일 - 디에고 비앙키
- 미스터 슈미트케 - 스테판 알트리슈테
- 방아쇠 - 바셀 오위스
- 운반책 - 토니 마호니 외 1명
- 내 주머니 속의 돌들 - 시그네 바우만
- 마법소녀 - 카를로스 베무트
- 내 동생의 자취 - 막시밀리안 레오
- 튀니지의 샬라 - 카우테르 벤 하니아
- 호프 - 보리스 로즈킨
- 파티 걸 - 마리 아마슈켈리-바르사크
- 더 트라이브 - 미로슬라브 슬라보슈비츠키
- 떠나기 전 해야할 일 - 숀 크리스틴슨
- 자연 과학 - 마티아스 루체시
- 마법의 자물쇠공 - 나탈리아 스미노프
- 빅토리아 - 마야 비트코바

### 와이드 앵글
- 아빠의 맛 - 김인선
- 파도의 파수꾼 - 알릭스 던칸
- A Rose Reborn - 박찬욱
- 침묵의 시선 - 조슈아 오펜하이머
- 타이페이의 꽃: 대만 뉴웨이브를 말하다 - 칠린 시에
- 가루다 파워: 인도네시아 액션영화의 힘 - 바스티안 메르손
- 경계 - 다니엘 루디 하리얀토 외 2명
- 진실의 양면 - 네다 아세프
- 하얀 참새 - 딜로바 슐토노프
- 아들 - 서바너 타파
- 사십세개의 계단 - 매트 우 (오중천)
- 바다의 노래 - 톰 무어
- 아워 뮤직 - 와라룩 에브리 외 1명
- 사막을 지나는 발자국 - 바라카 고쉬
- 푸송 바토: 차가운 마음 - 마티카 라미레즈 에스코바르
- 마이 페어 웨딩 - 장희선
- 붕괴 - 문정현
- 외팔이 - 팀 귀니
- 이사 - 김래원
- 후쿠시마에서 부르는 자장가 - 카나 토모코
- 이 땅의 소금 - 빔 벤더스 외 1명
- 종이 비행기(영어판) - 로버트 코놀리
- 그라운드의 이방인 - 김명준
- 스톰 메이커 - 기욤 수온
- 동남아시아 시네마의 기수들 - 레오나르도 치니에리 롬브로소
- 뱃놀이 - 시제이 왕
- 다이빙벨 - 안해룡 외 1명
- 거리 속 작은 연못 - 이강길
- 닉과 차이: 가슴에 묻은 이름 - 차 에스카라 외 1명
- 위로공단 - 임흥순
- 불안한 외출 - 김철민
- 목숨 - 이창재
- 우리가 우방입니다 - 휴베르트 소퍼
- 메트로폴리스의 탄생 - 과탐 손티 외 1명
- 마법에 걸린 날 - 지라싸야 웡수띤
- 백만장자 강아지 판초의 모험 - 톰 페르난데스
- 목화와 청바지 - 하오주
- 아빠의 영화학교: 모흐센 마흐말바프 - 하산 솔주
- 가객 - 논지 니미부트르
- 내셔널 갤러리 - 프레더릭 와이즈먼
- 아파트에 갇힌 꿈 - 루이 왕 핑
- 붉은 군단 - 가베 폴스키
- 은빛 수면, 시리아의 자화상 - 오사마 모하메드
- 우리는 썰매를 탄다 - 김경만
- 님의 침묵 - 이정민
- 주(酒)는 마음 - 정재웅
- 그날 밤 - 최기윤
- 좁은 길 - 손민영
- 살 - 김은지
- 출근 - 이한종
- 두더지 둔덕 - 조안나 자스트로즈나
- 살고싶소! - 고상훈
- 자전거 도둑 - 민용근
- 옆 구르기 - 안주영
- 방문 - 서형원
- 19:19 - 이윤미
- 아빠 곰 밤세와 도둑들 - 크리스티앙 릴테니우스
- 스타 - 브래들리 리우
- 거리의 사랑 - 기탄잘리 라오
- 캄보디아 2099 - 데이비 추
- 고목 - 파르누시 아베디레나니
- 방학일기 - 정정
- 뿔 - 변성빈
- 폭력에 관하여 - 요란 올손
- 소녀들 - 김동하
- 미셸 공드리와 노암 촘스키의 행복한 대화 - 미셸 공드리
- 에밀은 사고뭉치 - 페르 올린 외 2명
- 기게스의 반지 - 허웬차오
- 여배우 - 문소리
- 민우씨 오는 날 - 강제규
- 무말랭이 - 고명성
- 영희씨 - 방우리
- 허들 - 박성진

### 오픈 시네마
- 고백의 시간 - 레지스 와그니어
- 신경쇠약 직전의 뱀파이어 - 다비드 륌
- 내일까지 5분전 - 유키사다 이사오
- 카트 - 부지영
- 제로니모 - 토니 갓리프
- 수춘도 - 루 양
- 마리 콤 - 오뭉 쿠마
- 위플래쉬 - 데이미언 셔젤

### 특별기획 프로그램
- 젤랄 탄과 그 가족의 극단적인 비극 - 오누르 윈뤼
- 콜드 - 우구르 유셀
- 낮은 밤보다 길다 - 라나 고고베리제
- 부바, 라차산 봉우리에서 - 누차 고고베리제
- 펠리시타 - 살로메 알렉시
- 나는 그가 아니다 - 타이푼 피셀리모글루
- 쿠프 - 알리 아이딘
- 인사이드 - 제키 데미르쿠부즈
- 블랙 앤 화이트 - 아멧 보야시오그루
- 노래하는 여인들 - 레하 에르뎀
- 자장가 - 나나 자네리즈
- 소금보다 흰 - 케티 마차바리아니
- 수사 - 루수단 피르벨리
- 미소는 나의 것 - 루수단 치코니아
- 바흐마로 - 살로메 야시
- 모든 것을 사라지게 만드는 기계 - 티나틴 구르치아니
- 형제 - 테오나 므흐브델라제 외 1명
- 신부들(영어판) - 티나틴 카리쉬빌리
- 인 블룸 - 나나 에크브티미슈빌리

### 미드나잇 패션
- 라이브TV - 김선웅 외 1명
- 갈증 - 나카시마 테츠야
- 님포매니악 볼륨1 - 라스 폰 트리에
- 이그지스트 - 에두아르도 산체스
- 더 인시던트 - 아이작 에즈반
- 웜우드 - 키아 로취 터너
- 죽을 때까지 - 데이빗 로버트 밋첼
- 귀신의 저주 - 장가휘
- 카날 - 이반 캐바나
- 소름 - 패트릭 브라이스
- 님포매니악 볼륨2 - 라스 폰 트리에